# Prog (tijdschrift)
Prog is een Brits muziektijdschrift en -website. Het tijdschrift werd in maart 2009 opgericht als afsplitsing van Classic Rock en verschijnt 12 keer per jaar. Prog behandelt vooral progressieverockbands.

## Geschiedenis
Prog werd in maart 2009 voor het eerst gepubliceerd door Future. In eerste instantie verscheen het tijdschrift 9 keer per jaar, maar in 2012 werd dit verhoogd naar 10 keer en later naar 12 keer per jaar. Volgens The Guardian had Prog in 2010 een oplage van 22.000 stuks per jaar. Journalist en auteur Gavin Esley vond de oplage "ruim voldoende".
In april 2013 werd Prog samen met Metal Hammer en Classic Rock verkocht aan TeamRock. In 2016 werd TeamRock failliet verklaard, waarop Future in december 2016 de tijdschriften terugnam.
Op 27 maart 2018 voegde Future de drie tijdschriften samen onder de merknaam Louder.

## Overige activiteiten

### Progressive Music Awards
Tussen 2012 en 2019 reikte Prog de Progressive Music Awards uit aan progressieverockbands.